# Matthew Kemp
Matthew Allan Kemp (* 8. August 1980 in Canberra) ist ein ehemaliger australischer Fußballspieler.

## Karriere
Kemp schloss sich nach zwei Jahren am Australian Institute of Sport dem NSL-Klub Adelaide City an und erzielte in seiner Debütsaison 1999/2000 sechs Tore in 30 Einsätzen. Zur folgenden Spielzeit wechselte er zum italienischen Drittligisten SPAL Ferrara, kehrte aber bereits nach einer Saison wieder zu Adelaide zurück.
Nach dem Rückzug von Adelaide City aus der NSL wechselte Kemp 2003 zum Nachfolgeteam Adelaide United, dem er auch zur Einführung der A-League im Jahre 2005 angehörte. In der Saison 2006/07 erreichte er mit Adelaide das Meisterschaftsfinale, bei der 0:6-Niederlage im Finale gegen Melbourne konnte er aber wegen einer Gelbsperre nicht mitwirken. Kemp lehnte anschließend eine Vertragsverlängerung bei Adelaide ab und wechselte ablösefrei zum amtierenden Meister Melbourne Victory.
Nach einer eher durchwachsenen Saison gehörte er beim Meisterschaftsgewinn 2008/09 zu den Leistungsträgern in der Melbourner Defensive und verpasste nur ein Saisonspiel. Im Finale behielt Melbourne und der meist als Außenverteidiger aufgebotene Kemp mit 1:0 gegen Adelaide United die Oberhand. Auch in der folgenden Saison konnte er seine Form bestätigen und kam im Januar 2010 in der Asienmeisterschafts-Qualifikation gegen Kuwait zu seinem Länderspieldebüt in der australischen Nationalmannschaft. Nur einen Monat später zog er sich in einem Ligaspiel eine schwere Knieverletzung zu und fiel mehrere Monate aus. Dadurch verpasste er auch die Finalrunde der Meisterschaft, als Melbourne die Titelverteidigung durch eine 2:4-Finalniederlage im Elfmeterschießen gegen den Sydney FC verfehlte.

## Erfolge
- Australischer Meister: 2008/09